# Gustaf Soop
Gustaf Soop, född 24 februari 1624 i Ytterselö församling, Södermanland, död 30 november 1679 i Stockholm, var en svensk friherre.

## Biografi
Gustaf Soop  föddes 1624 på Mälsåker i Ytterselö socken. Han var son till lagmannen Mattias Soop i Ingermanland och Anna Gyllenstierna. Soop blev 4 februari 1636 student vid Uppsala universitet och blev 22 juli 1653 landshövding i Örebro län samt i Nora och Lindes bergslag 1653 och tillika över Värmland 14 januari 1654. Han blev riksråd 22 april 1658, kammarråd 1660 och var president i Reduktionskollegium från 1660 till 17 oktober 1663. Soop utnämndes sistnämnda datum till generalguvernör i änkedrottning Hedvig Eleonoras underhållsland och 21 juli 1667 till lagman i Östergötlands lagsaga. Han avled 1679 i Stockholm och begravdes i gravkoret i Askersunds landskyrka.
Soop, som avled kort innan reduktionen medförde att de flesta av godsen indrogs till kronan, var en av sin tids rikaste män. Han inrättade flera stipendier vid Uppsala universitet och Strängnäs gymnasium.

### Egendom
Utom sitt friherreskap, Limingo, på 129 hemman, innehade Soop i förläning bland annat Mälsåker i Södermanland, Stora Bjurum, Hjälmsäter och Påtorp i Västergötland, Medevi gård i Östergötland, Granhammar i Uppland, Finnåker i Västmanland och Wuojoki i Finland samt Oustapel i Livland. 

### Familj
Soop gifte sig första gången 27 april 1658 i Göteborg med friherrinnan Margareta Horn (1641–1663), dotter till generalguvernören Gustaf Evertsson Horn af Kanckas och Maria Mörner. De fick tillsammans barnen landshövdingen Carl Gustaf Soop (1659–1711), Anna Maria Soop (1660–1735) som var gift med presidenten Axel Wachtmeister och hovrättspresident greve Carl Gyllenstierna, kaptenen Mattias Soop (född 1661), Gustaf Soop (1661–1662) och Margareta Soop (1662–1715) som var gift med överstelöjtnanten Carl Otto Stenbock.
Soop gifte sig andra gången 30 januari 1666 på Stjärnsund med Christina Soop (1627–1677), dotter till översten Göran Åkesson Soop och Ebba Ryning.